# Женевер
Женевер (нидерл. jenever, МФА: [jəˈneːvər]) — крепкий (от 30 до 48 % крепости) спиртной напиток, полученный путём дистилляции переброженного сусла из соложенного ячменя и ароматизированного ягодами можжевельника с другими пряностями. Считается традиционным напитком в Нидерландах и Бельгии.

## История
Сведения об алкогольном напитке на основе ягод можжевельника говорят о том, что он был придуман голландцем по имени Сильвиус Францискус как средство для лечения желудочных колик. Дальнейшая история этого напитка связана с семейством Болс (нидерл. Воls), которые в 1575 году переехали в Амстердам и начали производство спиртных напитков в промышленных масштабах. Лукас Болс (англ.), родившийся в 1652 году, после того, как возглавил семейный бизнес по производству алкогольных напитков в 1664 году принял решение о выпуске можжевелового напитка — женевера. Свое название «женевер» (genever или jenever) напиток получил на основании голландского слова, что означает «можжевельник». На территории современной Бельгии этот напиток стали выпускать в производстве в XX веке.
Во время Тридцатилетней войны (1618—1648 гг.) британские солдаты использовали для себя согревающий хмельной напиток, который был голландского происхождения. Они назвали это ощущение «Dutch Courage» (голландская храбрость) и привезли напиток в Англию. В то время в этой стране стало развиваться винокурение и местный напиток с добавлением можжевеловых ягод получил название «джин».
По словам американского историка и журналиста Дэвида Уондрича (David Wondrich), именно женевер использовал в своих коктейлях Джерри Томас (англ.) в середине XIX века: в первом издании своего весьма популярного сборника «Bar-Tender’s Guide» (1862 г.) Джерри Томас привёл несколько коктейлей на основе женевера. В доказательство того, что речь идёт именно про голландский джин, Дэвид Уондрич ссылается на сведения о ввозе женевера в Америку в большом количестве во второй половине XIX века. В наши дни многие бармены, увлеченные историей коктейлей, постоянно используют в качестве основы женевер.
На сегодняшний день женевер производят не только в Нидерландах, но и в Бельгии, Франции и Германии.

## Способ производства

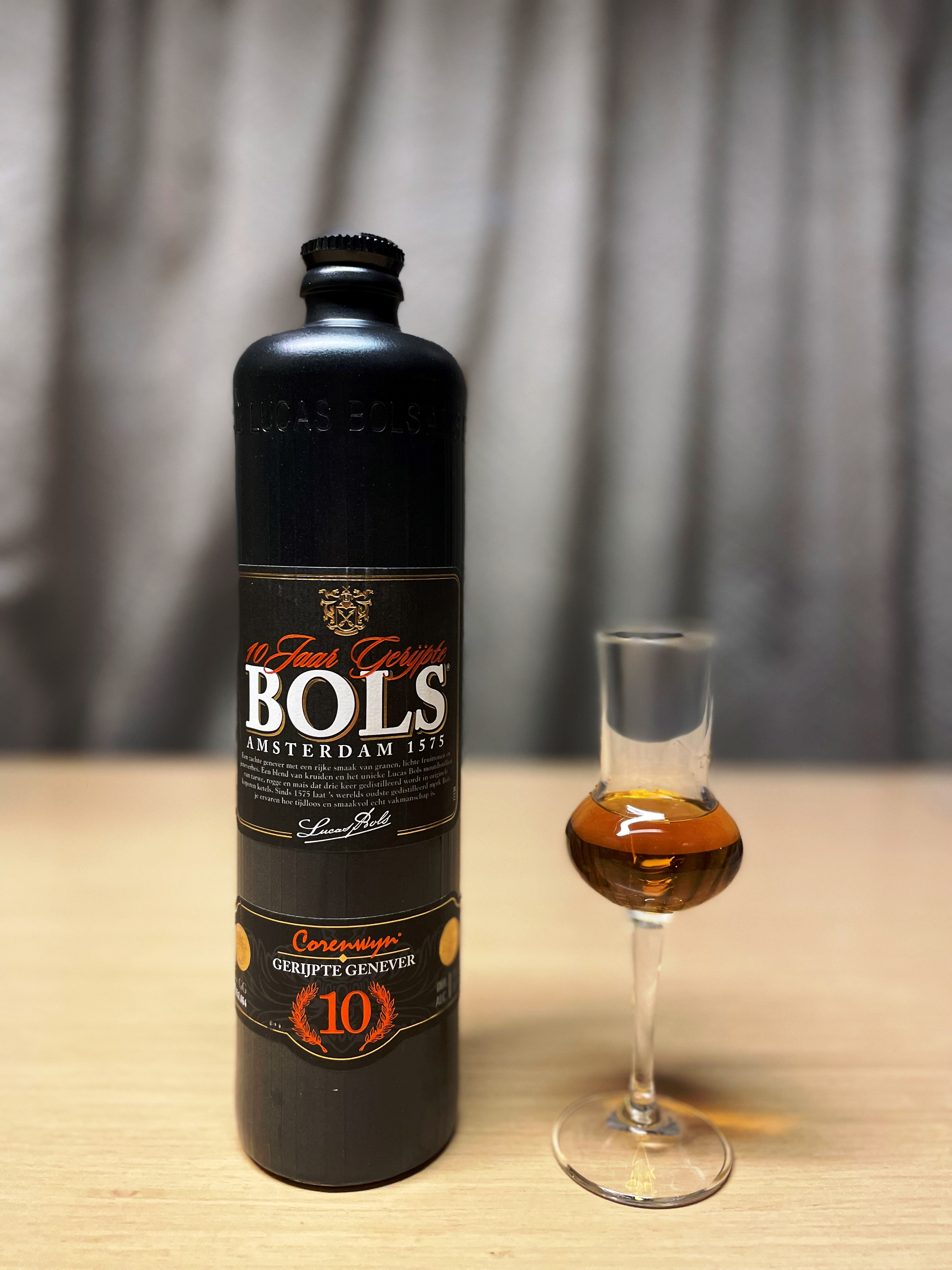
Женевер десятилетней выдержки имеет характерный ореховый цвет

В производстве женевера важную роль играет солодовый спирт. Его разбавляют водой для снижения крепости приблизительно до 45 %. Эту жидкость помещают в перегонный куб (обычно медный) и добавляют в неё пряности, которые и дистиллируют вместе с можжевеловой ягодой и другими пряностями. В некоторых случаях пряности кладут на специальные лотки или иные емкости, чтобы потом поместить над спиртом. После перегонки женевер фильтруют, разбавляют водой до требуемой крепости, отстаивают, разливают и выпускают в продажу или дополнительно выдерживают в дубовых бочках длительное время. Производство традиционного женевера может включать процесс выдержки. Этот наиболее простой способ включает в себя приготовление «эссенции». Такой продукт может быть получен путём дистилляции пряностей вместе с небольшим количеством спирта в малых перегонных аппаратах. Затем полученная жидкость смешивается с обычным спиртом и разбавляется водой.

### Состав напитка
Ячмень, рожь, кукуруза, ягоды можжевельника и другие пряности — компоненты для производства классического женевера, который вследствие этого обычно называется graanjenever, то есть зерновой женевер. Компоненты сбраживаются, как для производства виски, но в исходную бражку добавляются ягоды можжевельника и пряности.

### Разновидности напитка
По составу:

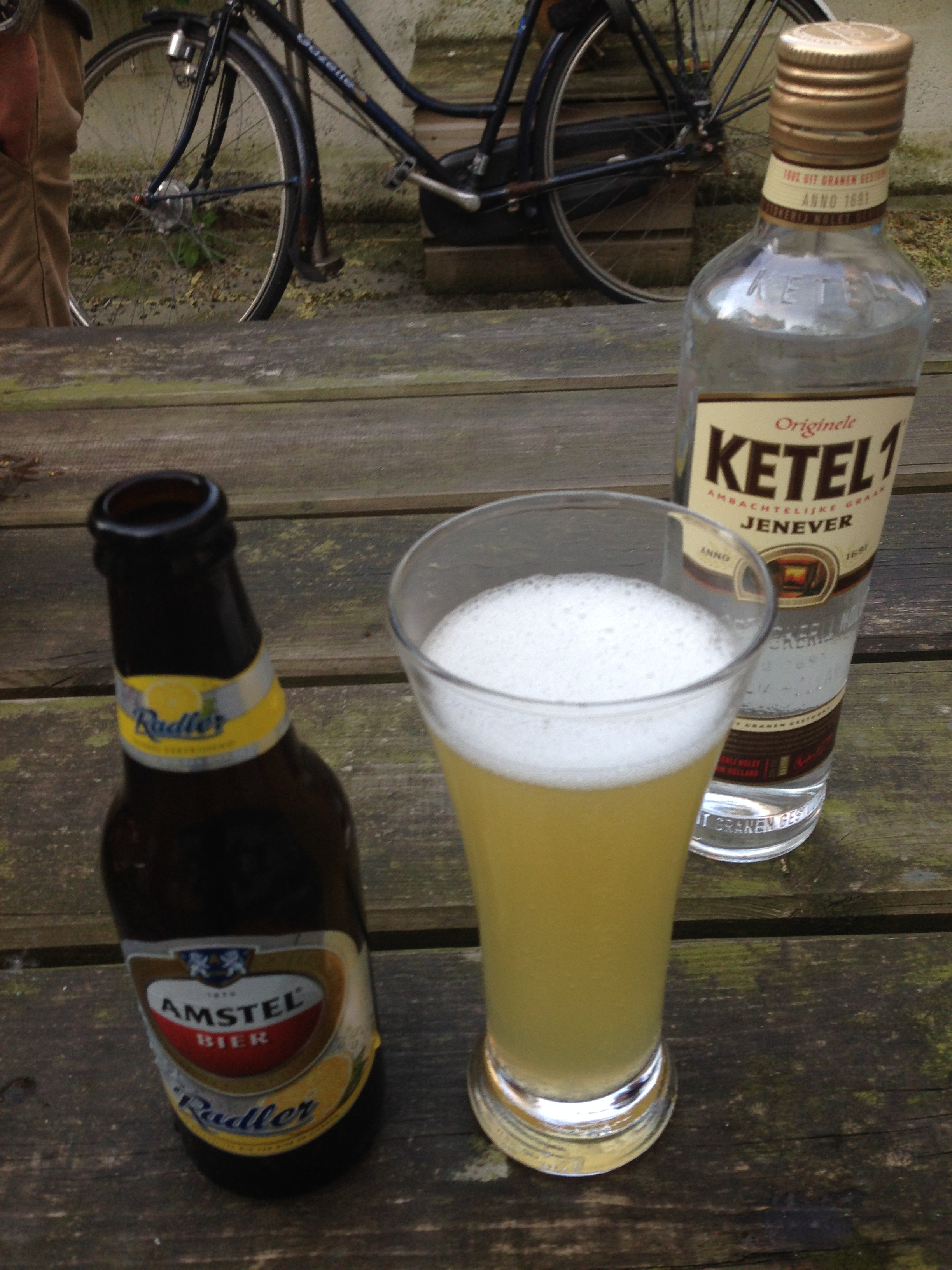
Нидерландский способ употребления: пиво с добавлением Женевера

Graanjenever — женевер, произведенный на сто процентов из зерновых культур. Такой напиток, как правило, должен содержать не менее 30 % алкоголя.
Korenwijn — так называют женевер, содержащий от 51 % солодового спирта, сахара — не более 20 г/литр, а минимальная крепость, как правило, составляет 38 % алкоголя. Данный вид настаивают в дубовых бочках. Также допускают подкрашивание напитка карамелью.
По времени выдержки:
Jonge — самый молодой и поэтому самый дешевый вид женевера; обладает более сухим и резким вкусом;
Oude — то есть старый; это напиток янтарного цвета с выдержкой в несколько лет в дубовых бочках;
Zeer Oude (ZO) — самый «старый» женевер, намного дороже молодого, является самостоятельным напитком и обычно разливается в глиняные бутылки.

### Употребление
Женевер Zeer Oude пьют сильно охлажденным в чистом виде из маленьких стопок в качестве дижестива. Молодой женевер употребляют как обычный джин: смешивают с лимонным соком, тоником и т. п. В современных Нидерландах и Бельгии женевер пьют вместе с пивом или добавляют в кофе. Существует способ употребления в чистом виде, сильно охлажденным и в так называемых порциях — «шот».

## Интересные факты
В отличие от английского джина, получаемого перегонкой спиртовой настойки можжевёловой ягоды и пряностей, женевер частично сохраняет аромат и привкус исходного зернового сырья. По сути женевер является прародителем джина. Когда голландский правитель Вильгельм III взошёл на английский престол, женевер был привезён в Англию, где его попытались было выпускать, но неудачно — была нарушена рецептура. Однако благодаря этому в Англии появилась собственная разновидность можжевёлового алкоголя — джин.